# Girancourt
Girancourt is een Franse gemeente in het departement Vosges in de regio Grand Est en telt 759 inwoners (1999).
Tot het in maart 2015 werd opgeheven viel de gemeente onder het kanton Épinal-Ouest, daarna werd de gemeente toegevoegd aan het kanton Darney. De gemeente maakt deel uit van het arrondissement Épinal.

## Geografie
De oppervlakte van Girancourt bedraagt 17,7 km², de bevolkingsdichtheid is 42,9 inwoners per km².
De onderstaande kaart toont de ligging van Girancourt met de belangrijkste infrastructuur en aangrenzende gemeenten.

## Demografie
Onderstaande figuur toont het verloop van het inwonertal (bron: INSEE-tellingen).